# Зефир изумрудный
Зефир изумрудный, или зефир смарагдовый (Chrysozephyrus smaragdinus) — дневная бабочка из семейства голубянок.

## Описание

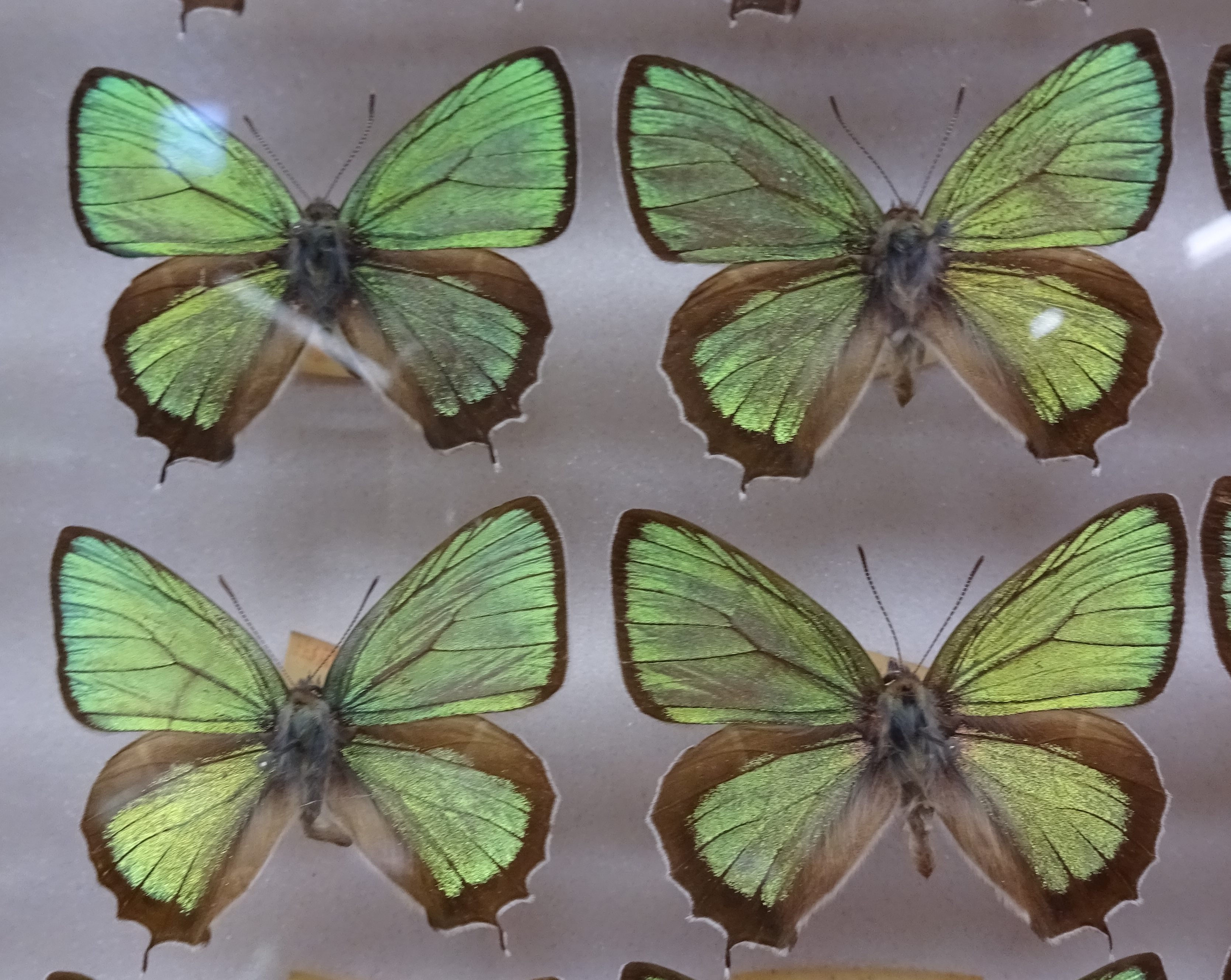
Вариабельность окраски самцов

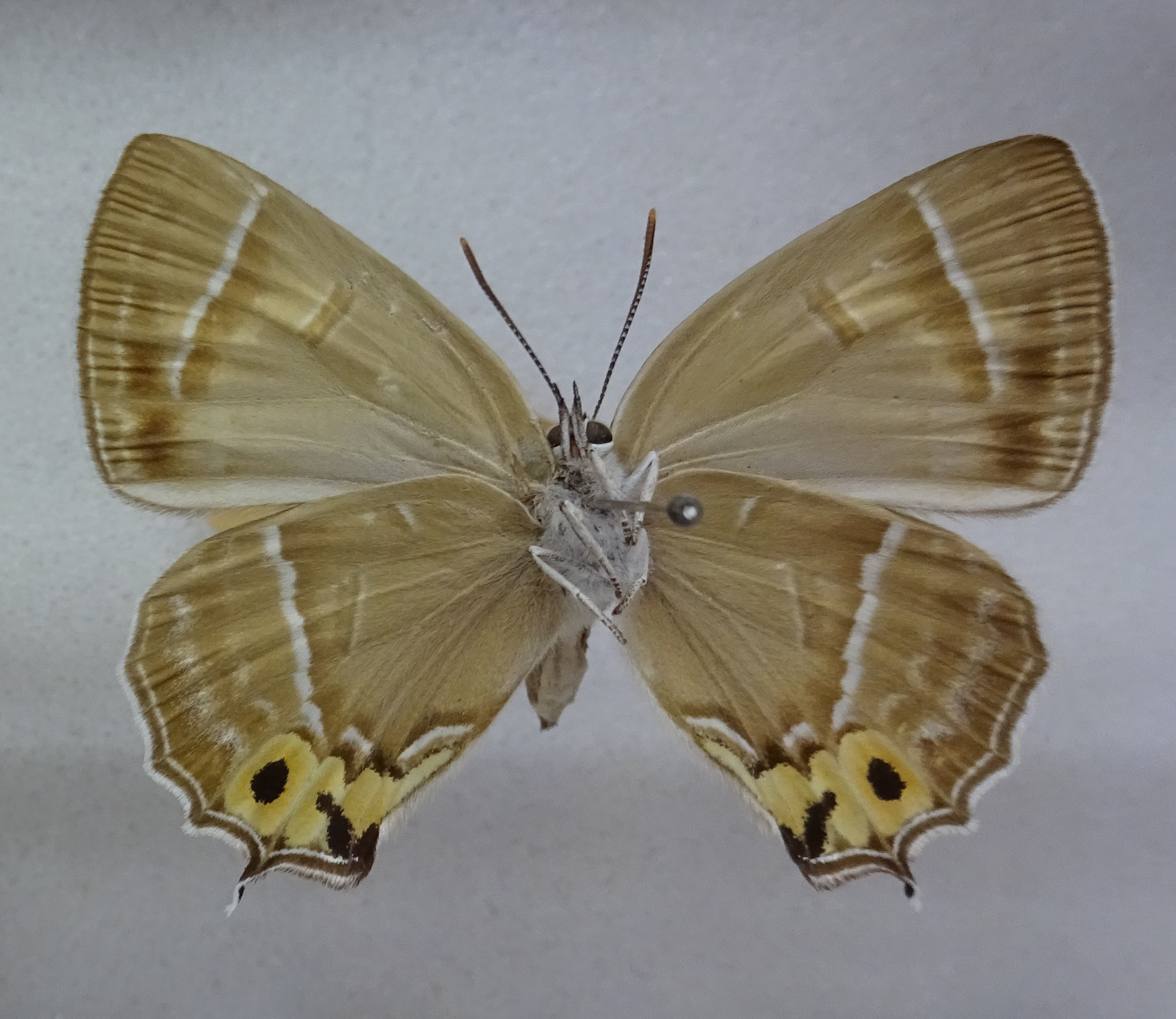
Нижняя сторона крыльев

Длина переднего крыла 18-20 мм. Размах крыльев 30—37 мм. Верхняя сторона крыльев самцов светло-золотисто-зелёная, блестящая. При смачивании спиртом окраска верха крыльев самцов становится бронзово-фиолетовой . Хвостик на задних крыльях длиной не более 3 мм. Верхняя сторона крыльев самки тёмно-коричневая. На переднем крыле самки выделяется небольшое поле оранжево-жёлтого цвета, разделённое жилками на два-три пятна. Задние крылья снизу у переднего края с прикорневым штрихом. Фон нижней стороны крыльев светлый сероватый и желтовато-бежевый. Беловатые перевязи обычно сильно изогнуты и оттенены коричневым тоном. У вершины центральной ячейки имеется узкое коричневатое пятно с чёткими краями. В прикорневой области крыла над центральной ячейкой заметен светлый поперечный штрих. Глаза волосатые. Передние лапки самцов несегментированные.

## Ареал
Россия (южная часть Хабаровского края, Приморье, юг Сахалина), Япония, Корея, Северный, Северо-Восточный и Восточный Китай.

## Биология
За год развивается одно поколение. Время лёта с июля до середины сентября. Кормовые растения гусениц: Cerasus glandulosa, Prunus spp. (P. sargentii. P. matsumurana, P. verecunda, P. padus, P. jamasakura, P. buergeriana, P. donarium, P. yedoensis, P. subhirtella), Quercus mongolica , Carpinus laxiflora, Celtis sinensis, черёмуха.